# 王式廓
王式廓（1911年—1973年5月22日），字子容，山东掖县（今莱州市）西由村人，中国现实主义画家，作品主要取材于革命战争及底层群众等。

## 生平
早年学习美术，1930年入济南爱美高中艺师科学习西画，1932年入北平京华美术学院，1933年又入杭州艺专，继续学习西画。1935年毕业于上海美专，1936年到日本东京美术学校学习。期间接触马克思主义。1937年回国，画有大量巨幅抗日宣传画。1938年到延安，在鲁迅艺术学院美术系任教员兼研究员，于1942年加入中国共产党。期间创作了大量现实主义的美术作品。1947年，调到晋冀鲁豫边区北方大学任教授兼研究员。次年，又调华北大学任教授、研究员。后随军进驻北平 (现北京），任中央美术学院教授，中央美术学院研究部主任、院党委委员。
1973年4月，王式廓接受中国革命历史博物馆油画《血衣》的创作任务，到河南安阳、巩县等地搜集素材；1973年5月22日，在创作《血衣》期间，于河南农村深入生活时，因劳累过度昏厥，经抢救无效去世。

## 作品
主要作品有油画《参军》、《井冈山会师》，油画素描稿《血衣》等。